# Станция Якушка
Станция Якушка — посёлок в Новомалыклинском районе Ульяновской области. Входит в состав Новомалыклинского сельского поселения.

## География
Находится у железнодорожной линии Ульяновск-Бугульма на расстоянии примерно 9 километров на восток по прямой от районного центра села Новая Малыкла.

## Название
Название станции связано с именем русского писателя-фольклориста Павла Ивановича Якушкина. Под видом коробейника Павел Иванович странствовал по деревням и часто любил бывать в здешних местах. Он записывал песни, сказки, пословицы и присматривался к различным проявлениям народного быта. Это «хождение в народ» по тем временам было приёмом совершенно новым, оригинальным и очень смелым.

## История
Основан в 1907 году при строительстве железной дороги. В 1910 году на станции было 18 дворов. В 1911 году была открыта станция «Якушка». 
В 1930 году здесь была открыта первая начальная школа. 

## Население
Постоянное население составляло 723 человека (мордва 36%, русские 35%) в 2002 году, 690 по переписи 2010 года.

## Инфраструктура
Поселок играет роль транспортного узла района. Имеется элеватор, нефтебаза, объекты социальной сферы.